# Falck-sagen
Falck-sagen opstod, da virksomheden Falck søgte at forhindre konkurrenten BIOS Ambulance Services Danmark i at forestå ambulancedrift i Region Syddanmark. Efter et offentligt udbud vandt BIOS opgaven med at stå for ambulancedriften i regionen.
Falck igangsatte en kampagne, der senere blev kendt ulovlig af myndighederne, med det formål at stoppe BIOS. Som beskrevet i Konkurrencerådets afgørelse:
| Citat | "Falcks strategi over for BIOS bestod blandt andet af – i det skjulte - at formidle negative historier om BIOS til presse og medarbejdere samt målrettet at påvirke de ambulancereddere, der overvejede job hos BIOS. Strategien skulle forhindre, at redderne søgte til BIOS. Samlet set gjorde Falcks adfærd det svært for BIOS at rekruttere reddere". | Citat |
|       | |       |

På baggrund af Konkurrencerådets arbejde blev sagen meldt til Bagmandspolitiet. (Statsadvokaten for Særlig Økonomisk og International Kriminalitet, SØIK). Falcks fremgangsmåde blev kendt ulovlig, da det strider mod de regler, der forhindrer virksomheder med en dominerende markedsstilling at misbruge den. 

## Konsekvenser
Som en konsekvens af sagen blev Falck idømt en bøde på 30 mio. kr., som Falck valgte ikke at anke. Desuden måtte Falck efter at have indgået et forlig betale 152 mio. kr. i erstatning til BIOS.
I Falck fik sagen også konsekvenser. Den administrerende direktør Allan Søgaard Larsen fratrådte. Det samme gjorde Peter Goll, der var Senior Vice President med ansvar for kommunikation, og Jesper Gronenberg, der var direktør i Group Public Affairs & Communications.
I kommunikationsfirmaet Advice, der hjalp Falck med kampagnen, fandt man et behov for at arbejde med sine etiske principper, selvom man ikke selv havde gjort noget ulovligt.
Det vakte noget opsigt og gav anledning til debat om hvornår det er tid til tilgivelse, da både Peter Goll og Jesper Gronenberg efter nogle år igen fik betroede stillinger i andre virksomheder.